# Čertov
Čertov je osadou obce Lazy pod Makytou, v okrese Púchov. Leží v Javorníkách pod hlavním hřebenem, pod vrcholem Malý Javorník (868,0 m), v pramenné oblasti Bielej vody. Území je součástí CHKO Kysuce. Osada je v současnosti převážně rekreační oblastí (chaty, lyžařské vleky).
Okolí osady patří do území evropského významu. 